# Hex (hudební skupina)
Hex je slovenská pop-rocková skupina, která vznikla v roce 1989 v Bratislavě ve složení Peter "Dudo" Dudák (zpěv, kytara, klávesové nástroje), Tomáš "Yxo" Dohňanský (basová kytara, vokály), Jozef "Jožko" Jurička (klávesové nástroje), Peter Slaměný (bicí) a Martin "Fefe" Žúži (kytara).
Skupina začala být mediálně známá poté, co se jí ujal producent Martin Sarvaš a po vydání singlu „Dobrý motýl“ v hudebním vydavatelství Monitor EMI, který se spolu s videoklipem stal prvním hitem kapely díky své vysoké hranosti v médiích. Dne 14. srpna 2019 zemřel po těžké nemoci zpěvák, textař a skladatel skupiny Peter "Ďuďo" Dudák. Později ho nahradil Peter Novák.

## Sestava

### Současní členové
- Tomáš Dohňanský (Yxo) – basová kytara
- Tibor Szabados – bicí
- Peter Novák – zpěv, kytara, klávesy
- Laco Tvrdý – kytara
- Martin Žúži – kytara

### Dřívější členové
- Peter Dudák – zpěv, kytara, klávesy (zemřel v roce 2019)
- Peter Slameň – bicí
- Jozef Jurička – klávesy
- Martin Čorej – klávesy
- Matej Hoťka – kytara

## Diskografie

### Studiová alba
- Ježiš Kristus nosí krátke nohavice (1992)
- Abrakadabra (1993)
- Hex (1994)
- Ultrapop (1997)
- Supermarket (1999)
- Víkend (2002)
- Nikdy nebolo lepšie (2006)
- Ty a ja (2010)
- Tebe (2017)
- Kde je tu láska? (2023)

### Remixová alba
- Ty a ja: Remixed (2011)

### Koncertní alba
- Cesta z mesta (2007)

### Kompilační alba
- Všetko, čo mám rád: 1990 – 2000 (2000)
- Hex: 1990 - 1995 (2006)
- Hex: 1996 - 2000 (2006)
- Všetko najlepšie: 1992 – 2013 (2013)

### DVD
- Cesta z mesta (2007)